# Runcina bahiensis
Runcina bahiensis is een slakkensoort uit de familie van de Runcinidae. De wetenschappelijke naam van de soort werd voor het eerst geldig gepubliceerd in 1991 door Cervera, Garcia-Gomez & Garcia.